# Dziardonice
Dziardonice – wieś w Polsce położona w województwie kujawsko-pomorskim, w powiecie włocławskim, w gminie Kowal.
Wieś duchowna, własność biskupów włocławskich, położona było w 1785 roku w powiecie kowalskim województwa brzeskokujawskiego. W latach 1975–1998 miejscowość administracyjnie należała do województwa włocławskiego. Według Narodowego Spisu Powszechnego (III 2011 r.) liczyła 107 mieszkańców. Jest siedemnastą co do wielkości miejscowością gminy Kowal.